# Mikrophon von Ader

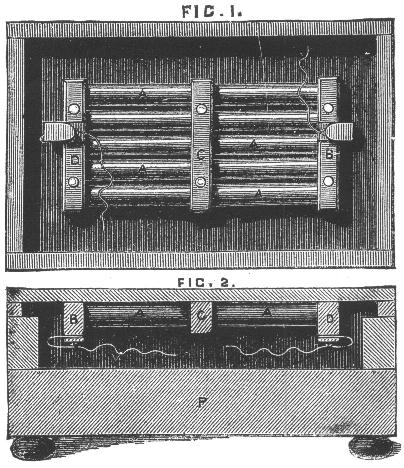
Zeichnung des Aderschen Kohlenwalzen-Mikrofons

Das Mikrophon von Ader ist ein Kohlenwalzen-Mikrofon früher französischer Fernsprecher. Es wurde hergestellt von Clément Ader aus Paris. Es ist durch seine Einfachheit und kräftige Wirkung gekennzeichnet; konstruktiv entspricht es weitgehend dem Hughesschen Mikrophon.

## Funktionsweise
Zwischen zwei querliegenden, mit entsprechenden Bohrungen versehenen Kohlenstücken sind 4–5 Kohlenstäbchen lose eingelagert; auch befinden sich in der Regel zwei derartige Systeme vereinigt an einer Resonanzplatte.
Von großer Empfindlichkeit hat sich ferner das Mikrophon von de Locht-Labye in Lüttich, von dem Erfinder Pantelephon genannt, erwiesen. Dasselbe besteht der Hauptsache nach aus einer an einem Rahmen mit der obern Seite vertikal aufgehängten dünnen Platte aus Aluminium, dünnem Eisenblech, Stahlblech, Glimmer oder Korkholz von etwa 15 cm Seitenlänge, an deren unterer, der Rahmenbefestigung gegenüber gelegener Seite eine kleine Kohlenplatte angenietet ist, welche mit einer Silber- oder Platinplatte in losem Kontakt steht. Durch Federbefestigungen und Stellschrauben kann die Einstellung des Kontakts leicht und sicher geschehen.

## Andere Fernsprechmikrofone
- Berlinersches Mikrophon
- Blakes Mikrofon